# آدم جي. بيكر
آدم جي. بيكر هو سياسي كندي، ولد في 22 سبتمبر 1821، وتوفي في 3 أغسطس 1912 في كيلارني ‏ في كندا. نشط حزبياً في حزب أونتاريو المحافظ التقدمي. وقد انتخب عضو برلمان مقاطعة أونتاريو ‏.